# Guarda-Mor
Guarda-Mor este un oraș în Minas Gerais (MG), Brazilia.